# Сений и Аский
Се́ний и А́ский (лат. Senius et Aschius) — два легендарных основателя города Сиена в Италии. Они были братьями, сыновьями Рема. Соответственно Ромул был их дядей.

## Легенда

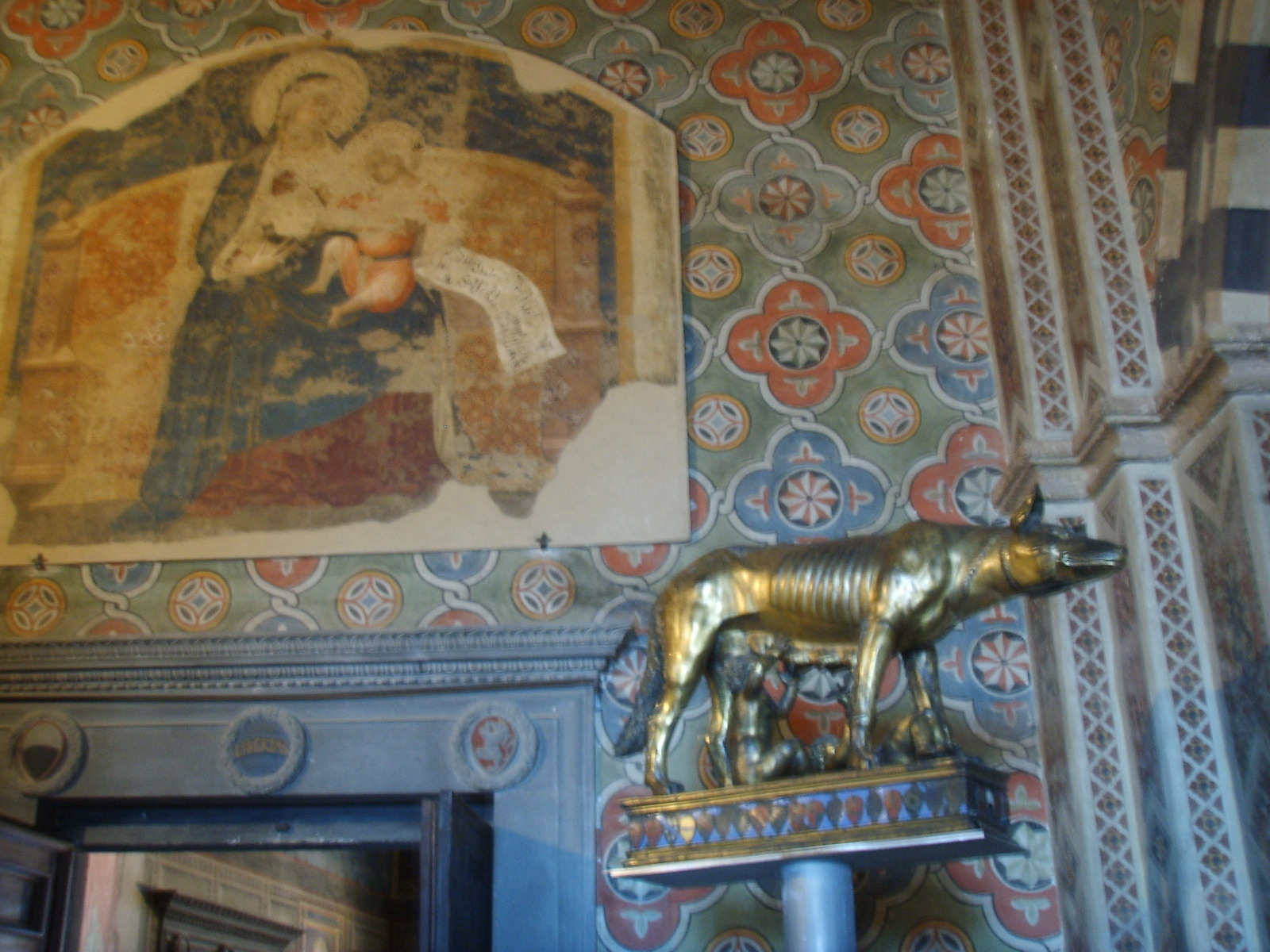
Волчица (lupa) в Палаццо Публико. Сиена

Традиции, сложившиеся в Сиене, которые не могут быть задокументированы ранее XVI века, гласят, что после того, как Ромул убил Рема во время Основания Рима, Сений и Аский были вынуждены бежать, чтобы скрыться от родного дяди, который после убийства брата задумал недоброе и в отношении племянников. Перейдя через Тибр, они сначала решили направиться в храм Януса, расположенный в области нынешнего Яникула, но затем передумали и бежали на север, в Этрурию, где основали город, который был назван Сиеной в честь Сения.

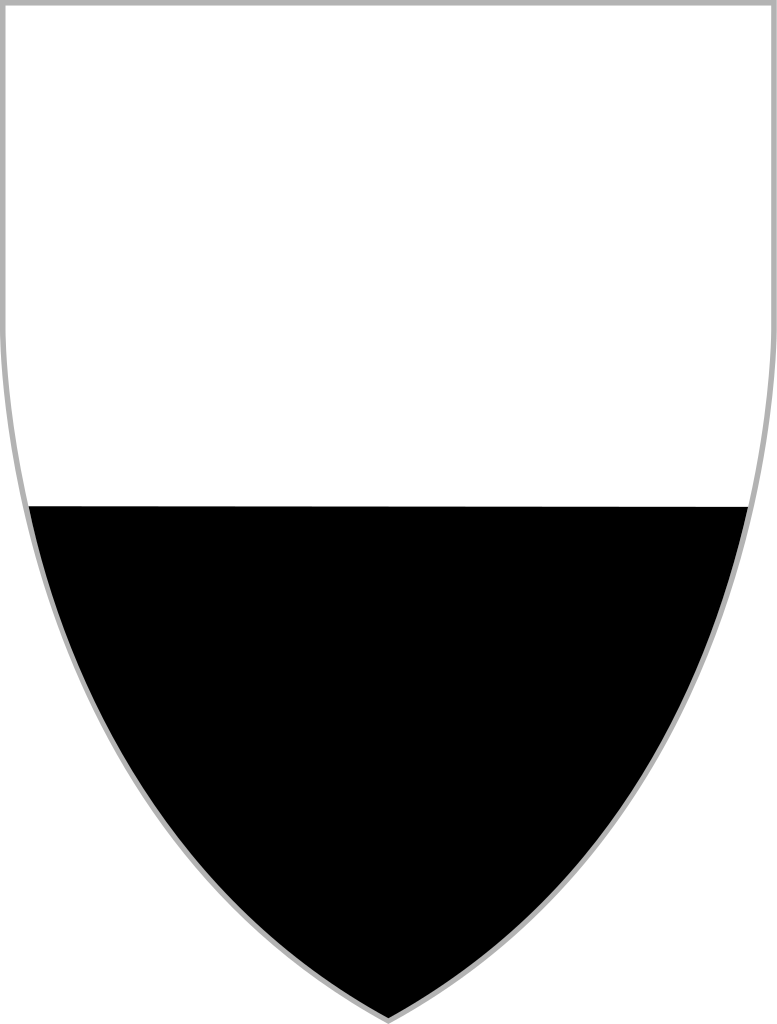
Герб Сиены

Согласно легенде, братья бежали из Рима на лошадях, одна из которых была белой, другая — чёрной. Возможно, отсюда родилась легенда о происхождении символической расцветки герба Сиены, верхняя часть которого белая, а нижняя чёрная. Но существует и иная версия возникновения этой символики: в некоторых повествованиях говорится, что во время побега братьев оберегали окружавшие их облака — днём белое, ночью тёмное. Также сообщается, что перед тем, как покинуть Рим, братья выкрали статую Капитолийской волчицы из храма Аполлона. Впоследствии она была назначена символом Сиены и стала носить имя Сиенской волчицы (Lupa senese). Поскольку Сений и Аский являлись потомками Рема, Сиена и сиенцы также заполучали право называться потомками одного из братьев, вскормленных волчицей, сделавшейся символом Рима.

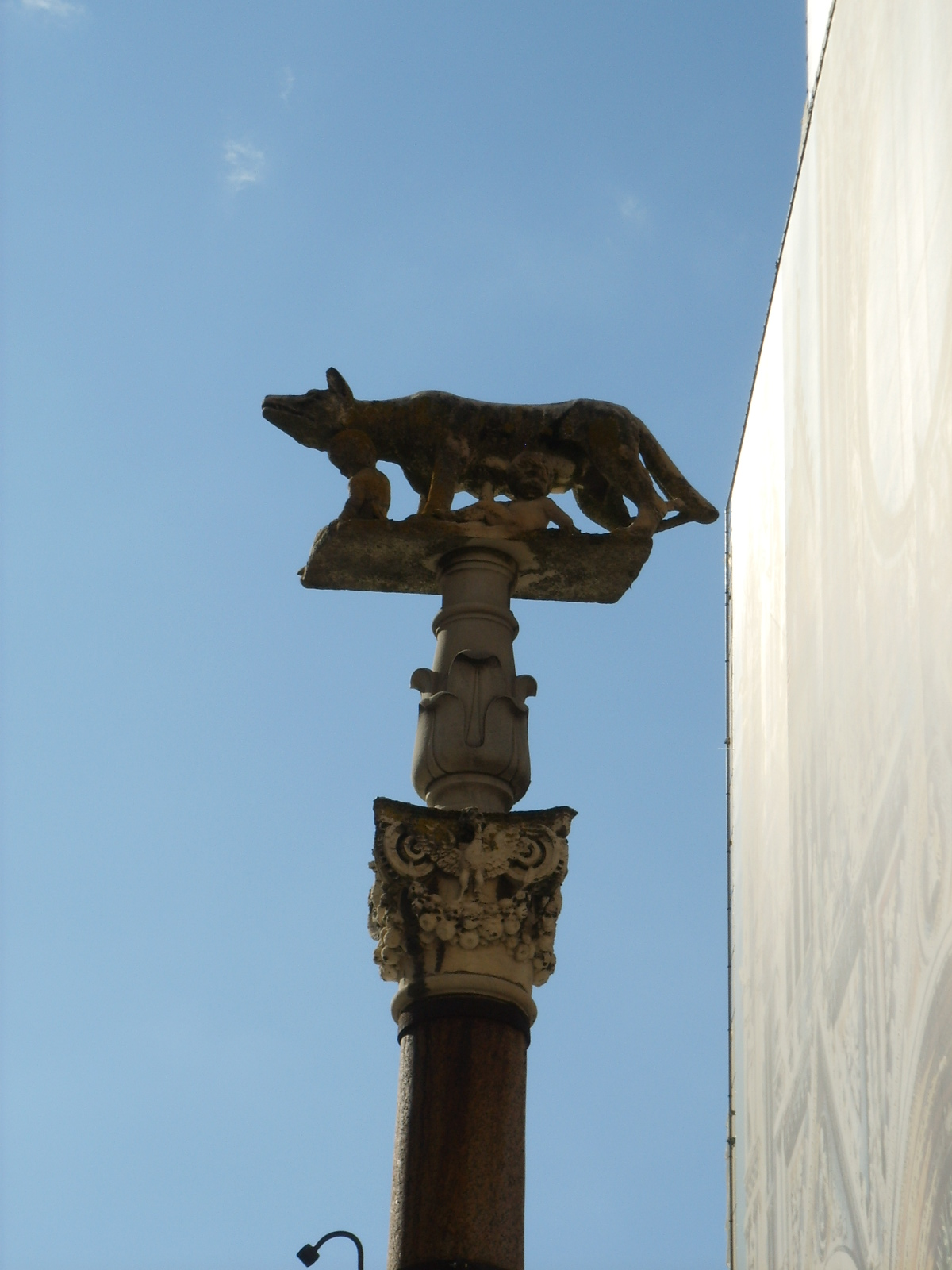
Сиенская волчица на площади Дуомо

Порта Камоллия (Porta Camollia), один из северных порталов Сиены, был назван в честь посланника (или солдата), который должен был заманить братьев Сения и Аския обратно в Рим, но вместо этого, передумав, решил остаться в Сиене.

## Значение
Главное значение легенды об основателях города заключается в том, что она дала элегантную историю о благородном и древнем происхождении сиенцев. То же самое для Рима сделал миф о Ромуле и Реме. Это было особенно важно в начале Нового времени, когда многие итальянские города, такие как Венеция, Флоренция и другие, соперничали друг с другом, находясь в поисках основополагающей истории, которая бы рассказала об их величии. Вполне возможно, что белый и чёрный цвета герба Сиены предполагали собой попытку сохранить общую связь между самими сиенцами, особенно когда их раздирали гражданские распри, такие как противостояние гвельфов и гибеллинов.